# Disciples II: Mroczne proroctwo
Disciples II: Mroczne proroctwo (ang. Disciples II: Dark Prophecy) – strategiczna gra turowa serii Disciples, kontynuacja Disciples: Święte ziemie, stworzona przez studio Strategy First i wydana 28 stycznia 2002. W Polsce ukazała się 7 sierpnia 2002, a polskim dystrybutorem został CD Projekt. W późniejszym czasie do gry trafiły 3 dodatki: Disciples II: Servants of the Dark, Disciples II: Guardians of the Light (Słudzy ciemności i Strażnicy światła zostali w Polsce wydani zbiorczo jako Disciples II: Powrót Galleana) oraz Disciples II: Rise of the Elves (w Polsce wydany jako Disciples II: Bunt elfów) – dodatek ten umożliwiał granie elfami, dotychczas niegrywalnymi jednostkami.

## Zmiany w stosunku do poprzedniej części serii
- dopracowana została grafika i animacja (16-bitowa grafika w rozdzielczości 800 x 600),
- ponad 250 jednostek (w drzewku rozwoju każdej z jednostek możliwych zwerbowania dodatkowej jednostek),
- ulepszony interfejs,
- zmienione mechanizmy gry oraz system rozgrywania bitew,
- poprawiona inteligencja komputerowych przeciwników,
- rozgrywka w trybie gry jedno i wieloosobowej z możliwością gry do czterech osób równocześnie.

## Fabuła
Akcja gry umiejscowiona jest w magicznym świecie – Nevendaarze, gdzie główne cztery rasy (Imperium, Górskie Klany, Legiony Potępionych i Hordy Nieumarłych) prowadzą ze sobą odwieczną walkę. Od ostatniej wielkiej wojny minęło dziesięć lat.

## Rozgrywka
Podstawą armii, podobnie jak w serii Heroes of Might and Magic są bohaterowie, którzy prowadzą armie po mapach i walczą przeciwko jednostkom przeciwnika i neutralnym oraz zamki, w których można kupować nowe jednostki oraz budynki, umożliwiające awans żołnierzy – przy czym część budynków wzajemnie się wyklucza. W trakcie misji bohaterowie i jednostki zdobywają doświadczenie, z misji na misję przechodzi tylko jeden bohater, wraz z pięcioma wybranymi przedmiotami.
Każdy scenariusz gry posiada jedną mapę, na której widoczne są armie, miasta, ukryte skarby i miejsca przynoszące dochód w złocie i w manie.
Każda ze stron konfliktu ma swój rodzaj terenu, który rozprzestrzenia po mapie. Stolica, Miasto, Magiczna różdżka ustawiana na mapie przez jednego z bohaterów, co turę przekształcają kawałek ziemi. Zyski z kopalni lub źródła many czerpie gracz, na którego terenie znajduje się ten obiekt.
W stosunku do poprzedniej odsłony serii zmieniony został arsenał czarów – teraz jest ich ok. 150 i mają one różne działania. Mogą zadawać obrażenia wrogim drużynom, leczyć sojusznicze jednostki, przyzywać potwory itp. Rodzaje posiadanych czarów zależą od kontrolowanej rasy (Imperium i Górskie Klany dysponują czarami defensywnymi, a Legiony Potępionych i Hordy Nieumarłych ofensywnymi).
Zmienione zostały inteligencja komputerowych przeciwników, system rozgrywania bitew i mechanizmy gry. Podczas bitwy dowódca może używać dwóch dodatkowych przedmiotów, takich jak eliksiry i talizmany. Także jednostki posiadają dodatkowe umiejętności (m.in. zatruwanie, paraliżowanie); miało to na celu zwiększenie wagi stosowanej strategii, tak aby duża siła armii nie gwarantowała zwycięstwa. W walce może uczestniczyć do 6 jednostek, przy czym większe jednostki, jak demony, zajmują po 2 miejsca w armii.